# Batte à semis
Pour les articles homonymes, voir Batte.
Pour un article plus général, voir Batte (outil).
La batte à semis est une variante de la batte, généralement un instrument de percussion, outil destiné ici à tasser la terre avant ou après semis.

## Batte à poignée
La batte à poignée est un outil manuel et individuel de jardinage destiné à tasser la terre muni d’une planchette équipée d'une poignée. On l’utilise avant d’effectuer un semis pour aplanir la terre, mais aussi après le semis pour favoriser le contact de la graine avec le sol.

## Batte à manche
Une batte à manche est un outil manuel et individuel de jardinage muni d’une planchette au milieu de laquelle est relié un manche permettant le plombage du sol, c’est-à-dire tasser la surface du sol, à l'occasion des semis (avant ou après) de graines fines pratiqués en terre légère et sèche pour que les semences adhèrent bien. Elle se manœuvre en soulevant la batte à l'aide des deux mains, en la relâchant et en l'accompagnant en frappant d'un coup sec pour plomber la surface du sol et obtenir un travail parfait.